# Viagem internacional não essencial
A política de viagens internacionais não essenciais (INET; do inglês International Non-Essential Travel) é uma terminologia legal elaborada pela Comissão Europeia em 16 de março de 2020, à luz da pandemia de COVID-19. A política de viagens internacionais não essenciais é fundamental para as restrições de viagens relacionadas à pandemia de COVID-19.

## Sinopse
Em 16 de março de 2020, a Comissão adotou uma Comunicação ao Parlamento Europeu e ao Conselho Europeu que apelava a uma restrição temporária às viagens não essenciais para a União Europeia, tendo em vista a COVID-19. A Comissão procurou assegurar que as medidas tomadas nas fronteiras externas da União Europeia eram coerentes e adequadas.
O Código das Fronteiras Schengen (SBC) permite que seus membros recusem a entrada de nacionais de países terceiros não residentes se eles representarem uma ameaça à saúde pública. O SBC permite aos cidadãos e residentes “para fins de retorno às suas casas” uma isenção de restrições.
A restrição temporária de viagens não essenciais não se deve aplicar a pessoas com uma função ou necessidade essencial, incluindo:
- Profissionais de saúde, pesquisadores de saúde e profissionais de atendimento a idosos;
- Trabalhadores de fronteira;
- Trabalhadores sazonais na agricultura;
- Pessoal de transporte;
- Diplomatas, funcionários de organizações internacionais, militares e trabalhadores de ajuda humanitária e pessoal de proteção civil no exercício de suas funções;
- Passageiros em trânsito;
- Passageiros que viajam por motivos familiares imperativos;
- Pessoas que precisam de proteção internacional ou por outras razões humanitárias que respeitem o princípio de não repulsão.